# Saison 28 de Dancing with the Stars
Vous pouvez aider à l'améliorer ou bien discuter des problèmes sur sa page de discussion.
- Il n'est pas vérifiable et peut contenir des informations totalement erronées. Il est fortement conseillé aux contributeurs d'étayer son contenu par des sources fiables. Sans cela, sa suppression pourrait être envisagée. (si vous venez d'apposer le bandeau, veuillez cliquer sur ce lien pour créer la discussion et en afficher les indications). (Marqué depuis avril 2025)
- Il peut contenir un travail inédit ou des déclarations non vérifiées. Vous pouvez l’améliorer en ajoutant des références. (Marqué depuis avril 2025)

- Archive Wikiwix
- Bing
- Cairn
- DuckDuckGo
- E. Universalis
- Gallica
- Google
- G. Books
- G. News
- G. Scholar
- Persée
- Qwant
- (zh) Baidu
- (ru) Yandex
- (wd) trouver des œuvres sur Wikidata

Vous pouvez aider à l'améliorer ou bien discuter des problèmes sur sa page de discussion.
- Son admissibilité est à vérifier. Motif : manque de sources et de contenu notable, qui peut être éventuellement transféré dans l'article principal. Vous êtes invité à le compléter pour expliciter son admissibilité, en y apportant des sources secondaires de qualité. (Marqué depuis août 2025)
- Il ne cite pas suffisamment ses sources. Vous pouvez indiquer les passages à sourcer avec {{référence nécessaire}} ou {{Référence souhaitée}}, et inclure les références utiles en les liant aux notes de bas de page. (Marqué depuis avril 2025)
- Certaines de ses couleurs nuisent à son accessibilité et ne respectent pas la charte graphique. Les couleurs ne sont pas interdites, mais il est conseillé d'en faire un usage modéré qui respecte les normes d'accessibilité. (Marqué depuis avril 2025)
- Son texte doit être wikifié : il ne correspond pas à la mise en forme Wikipédia (style, typographie, liens internes, liens entre les wikis, etc.). (Marqué depuis avril 2025)

- Archive Wikiwix
- Bing
- Cairn
- DuckDuckGo
- E. Universalis
- Gallica
- Google
- G. Books
- G. News
- G. Scholar
- Persée
- Qwant
- (zh) Baidu
- (ru) Yandex
- (wd) trouver des œuvres sur Wikidata

La vingt-huitième saison de l'émission américaine de téléréalité musicale Dancing with the Stars a débuté le 16 septembre 2019 sur le réseau ABC.

## Couples

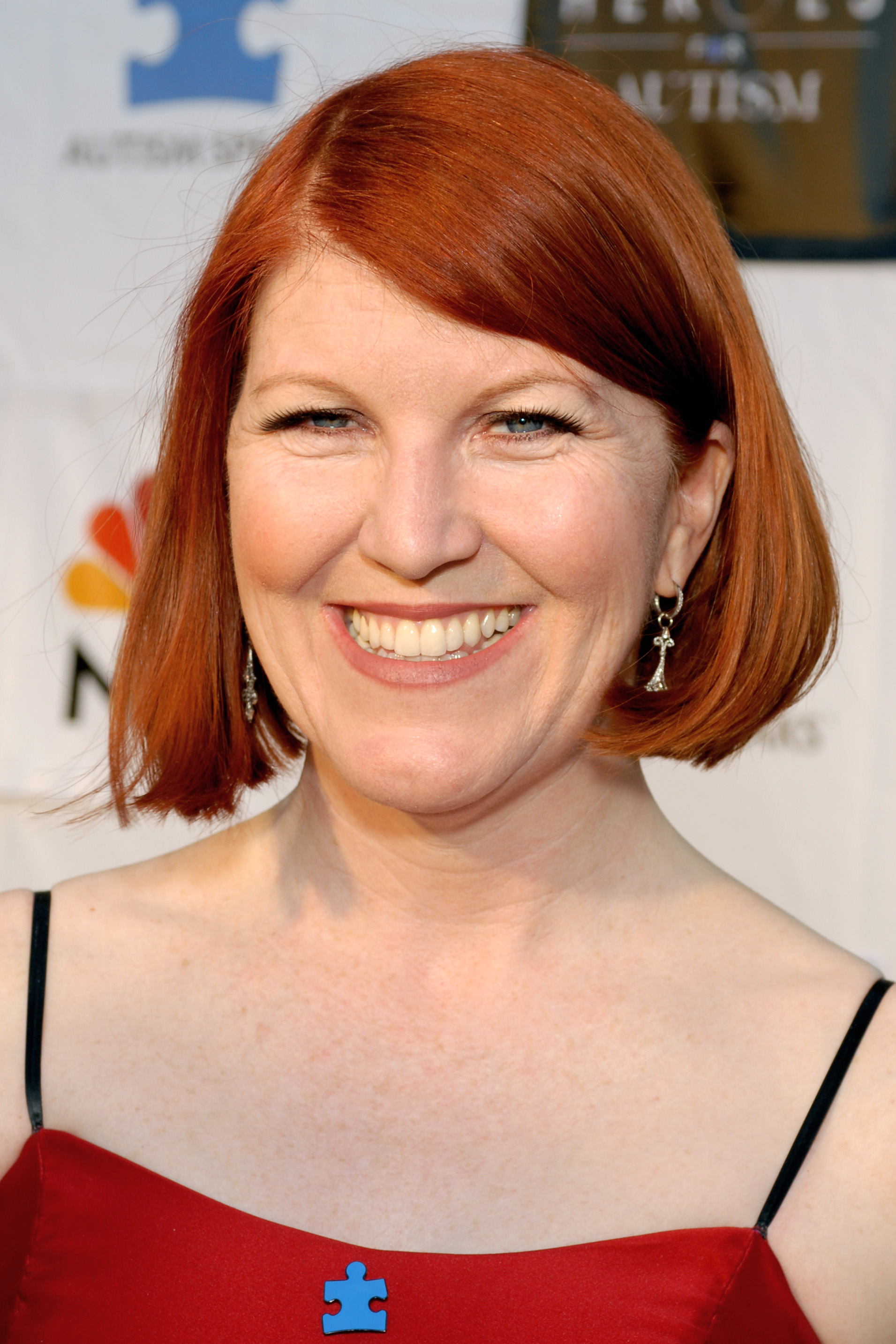
Kate Flannery
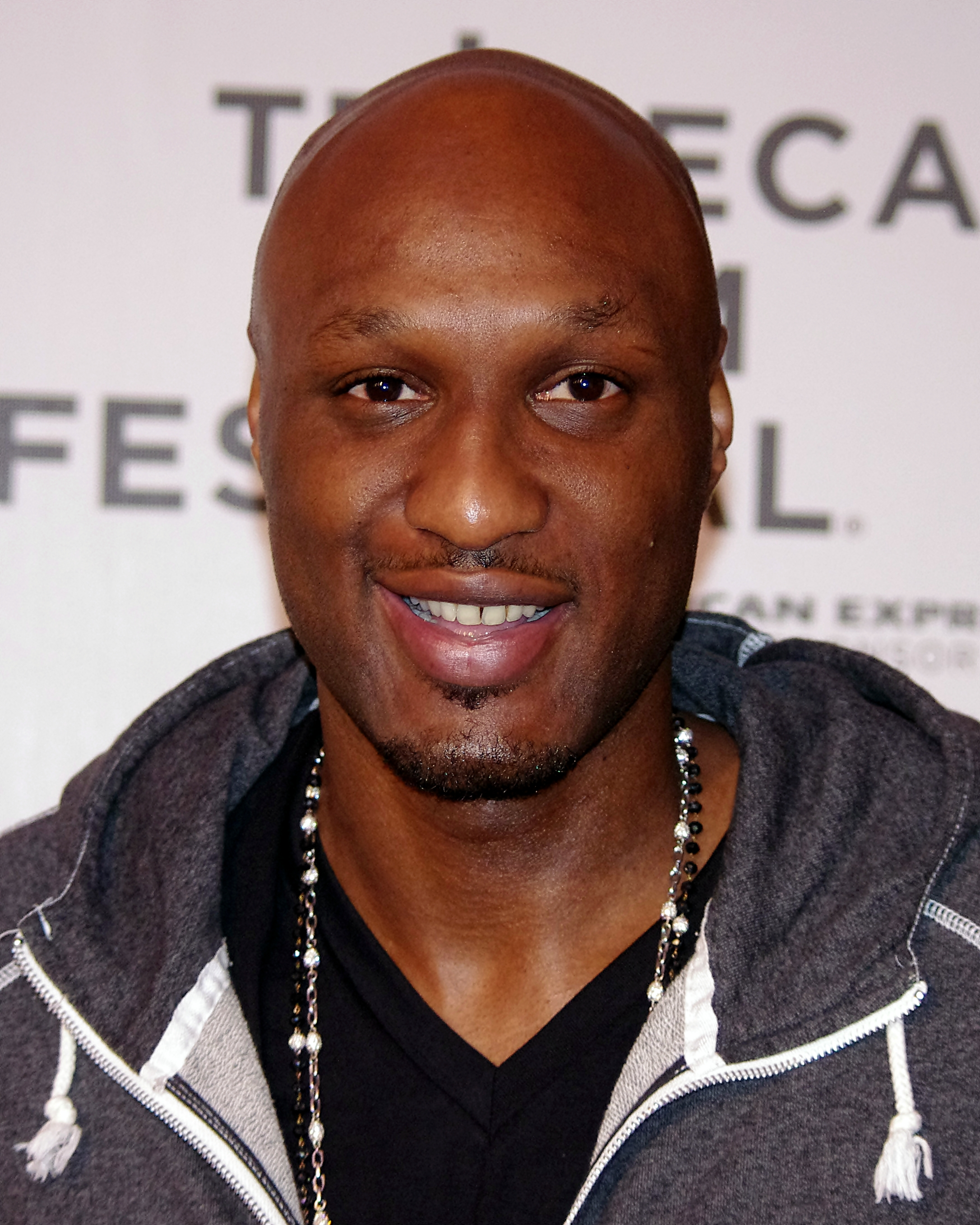
Lamar Odom
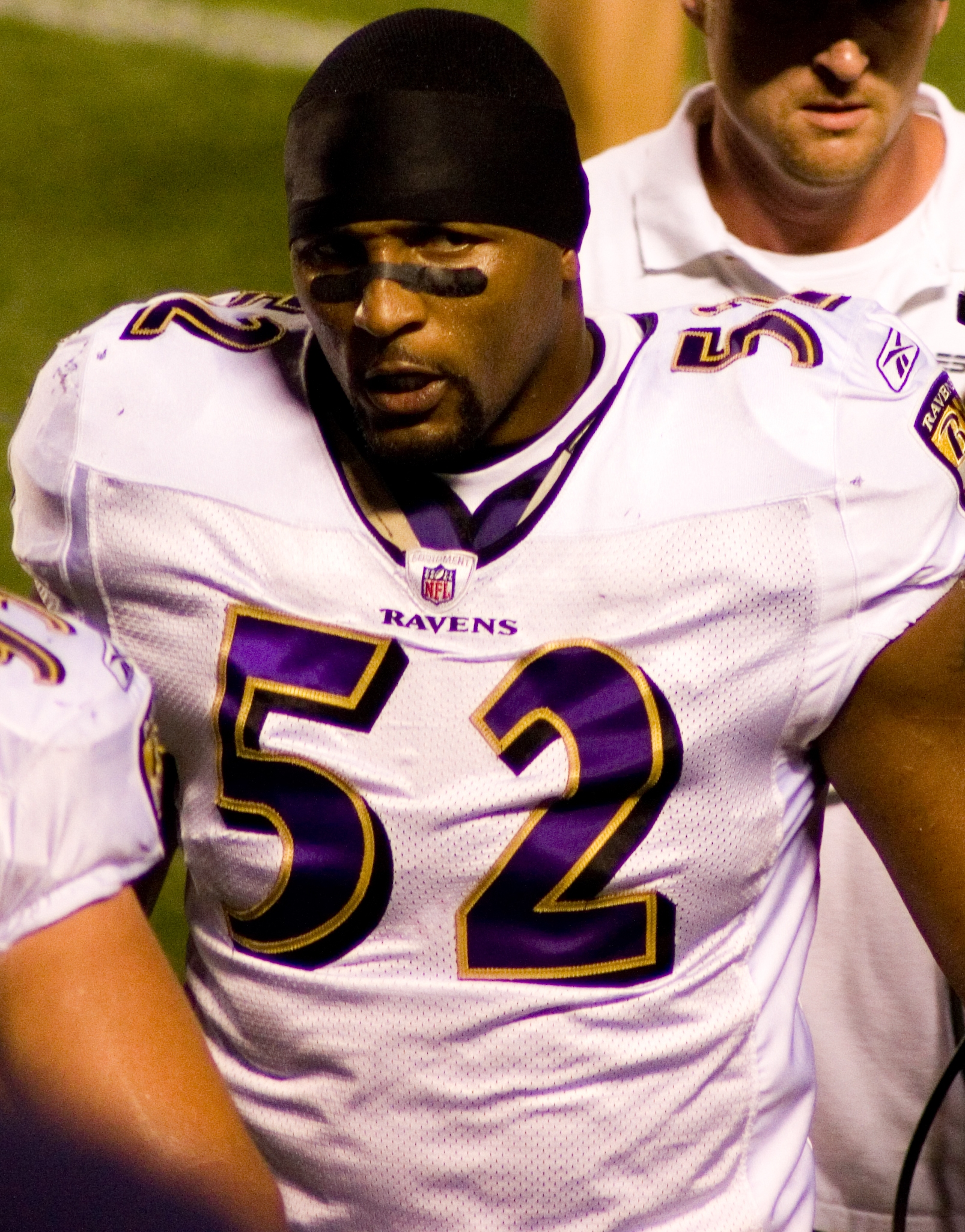
Ray Lewis
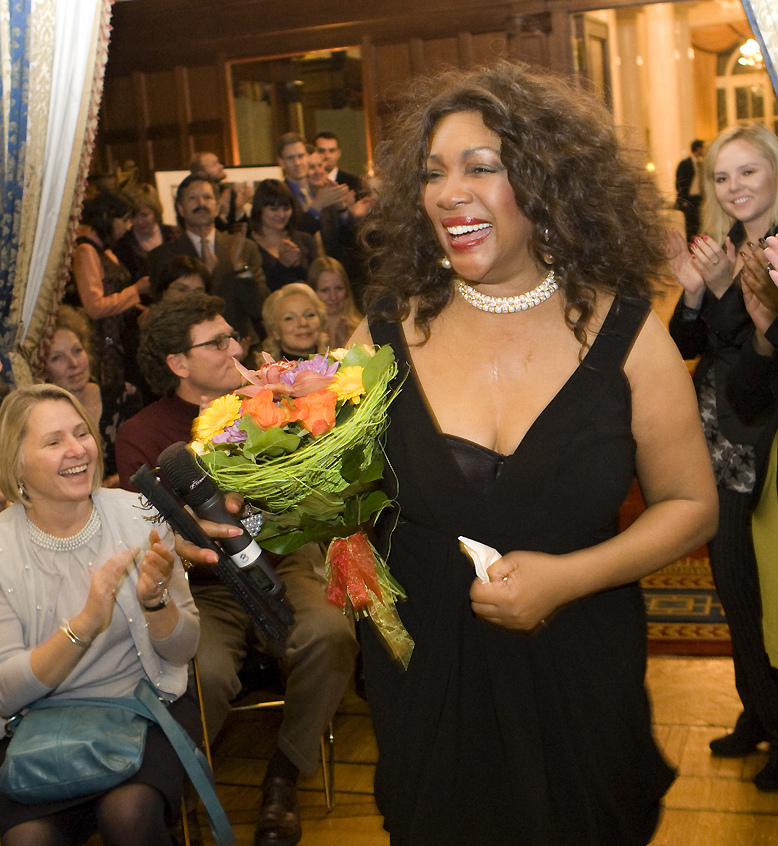
Mary Wilson

| Candidat                 | Occupation                                 | Partenaire            | Départ     | Classement                          |
| ------------------------ | ------------------------------------------ | --------------------- | ---------- | ----------------------------------- |
| Hannah Brown             | Vedette de télévision                      | Alan Bersten          | Semaine 11 | Vainqueur le 25 novembre 2019       |
| Kel Mitchell             | Comédien                                   | Witney Carson         | Semaine 11 | Seconde place le 25 novembre 2019   |
| Ally Brooke              | Chanteuse, membre des Fifth Harmony        | Sasha Farber          | Semaine 11 | Troisième place le 25 novembre 2019 |
| Lauren Alaina            | Chanteuse révélée par American Idol 10     | Gleb Savchenko        | Semaine 11 | Quatrième place le 25 novembre 2019 |
| James Van Der Beek       | Acteur dont Dawson et Les Experts : Cyber  | Emma Slater           | Semaine 10 | Éliminé le 18 novembre 2019         |
| Sean Spicer              | Ancien porte-parole de la Maison-Blanche   | Lindsay Arnold        | Semaine 9  | Éliminé le 11 novembre 2019         |
| Kate Flannery            | Actrice dont The Office                    | Pasha Pashkov         | Semaine 8  | Éliminée le 4 novembre 2019         |
| Karamo Brown             | Expert de Queer Eye                        | Jenna Johnson         | Semaine 7  | Éliminé le 28 octobre 2019          |
| Sailor Lee Brinkley-Cook | Fille de Christie Brinkley                 | Valentin Chmerkovskiy | Semaine 6  | Éliminée le 21 octobre 2019         |
| Lamar Odom               | Ancien basketteur de NBA                   | Peta Murgatroyd       | Semaine 4  | Éliminé le 7 octobre 2019           |
| Ray Lewis                | Ancien joueur de football américain en NFL | Cheryl Burke          | Semaine 3  | Abandon le 30 septembre 2019        |
| Mary Wilson              | Chanteuse du groupe The Supremes           | Brandon Armstrong     | Semaine 2  | Éliminée le 23 septembre 2019       |

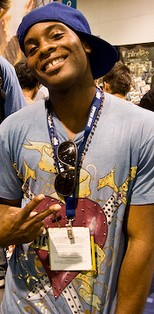
Kel Mitchell
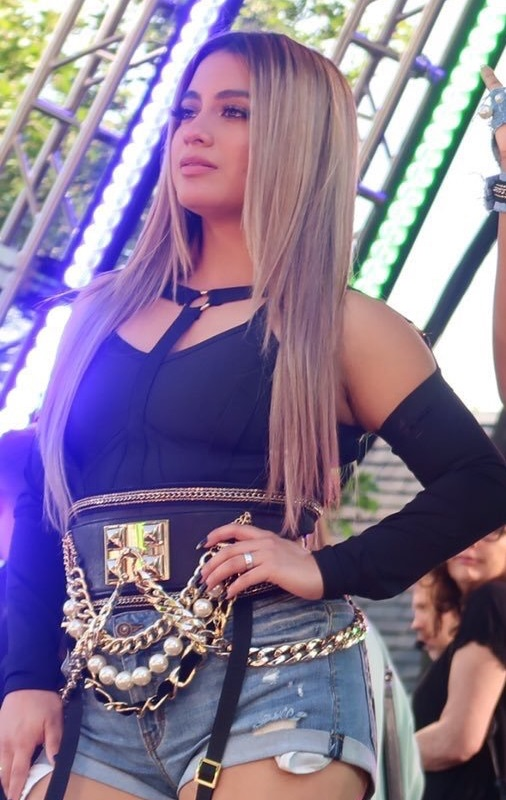
Ally Brooke
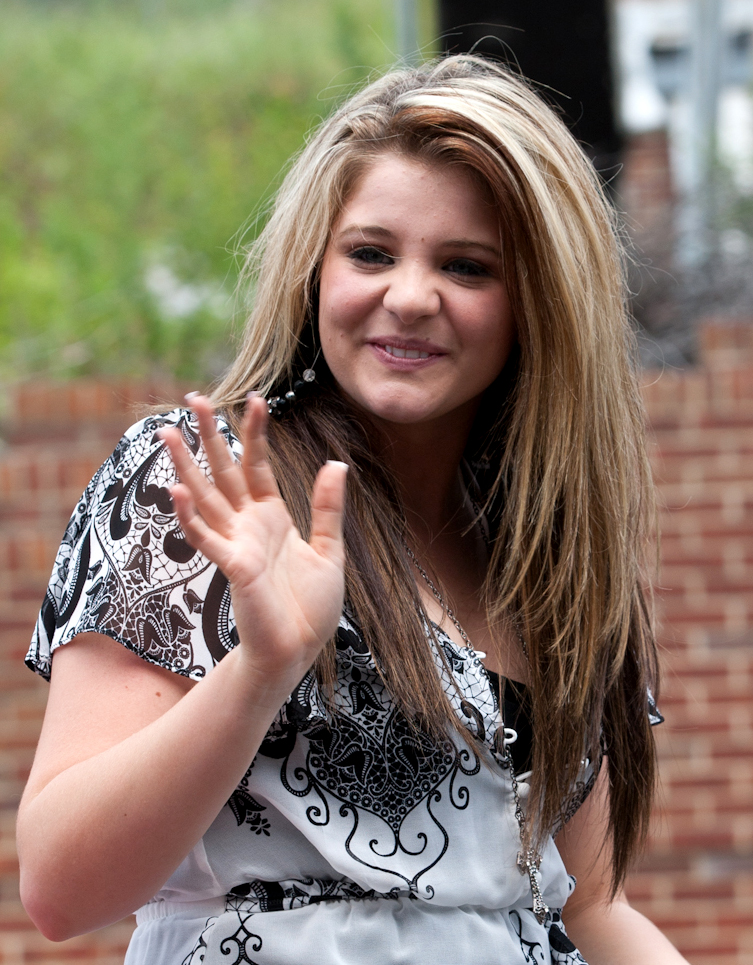
Lauren Alaina
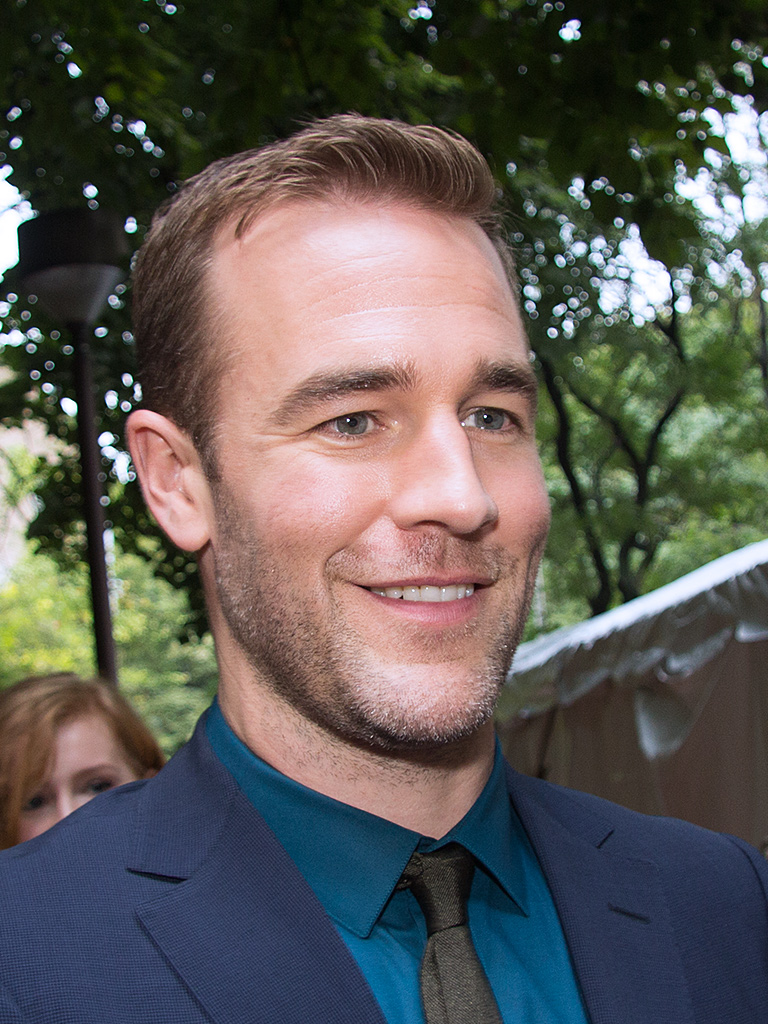
James Van Der Beek
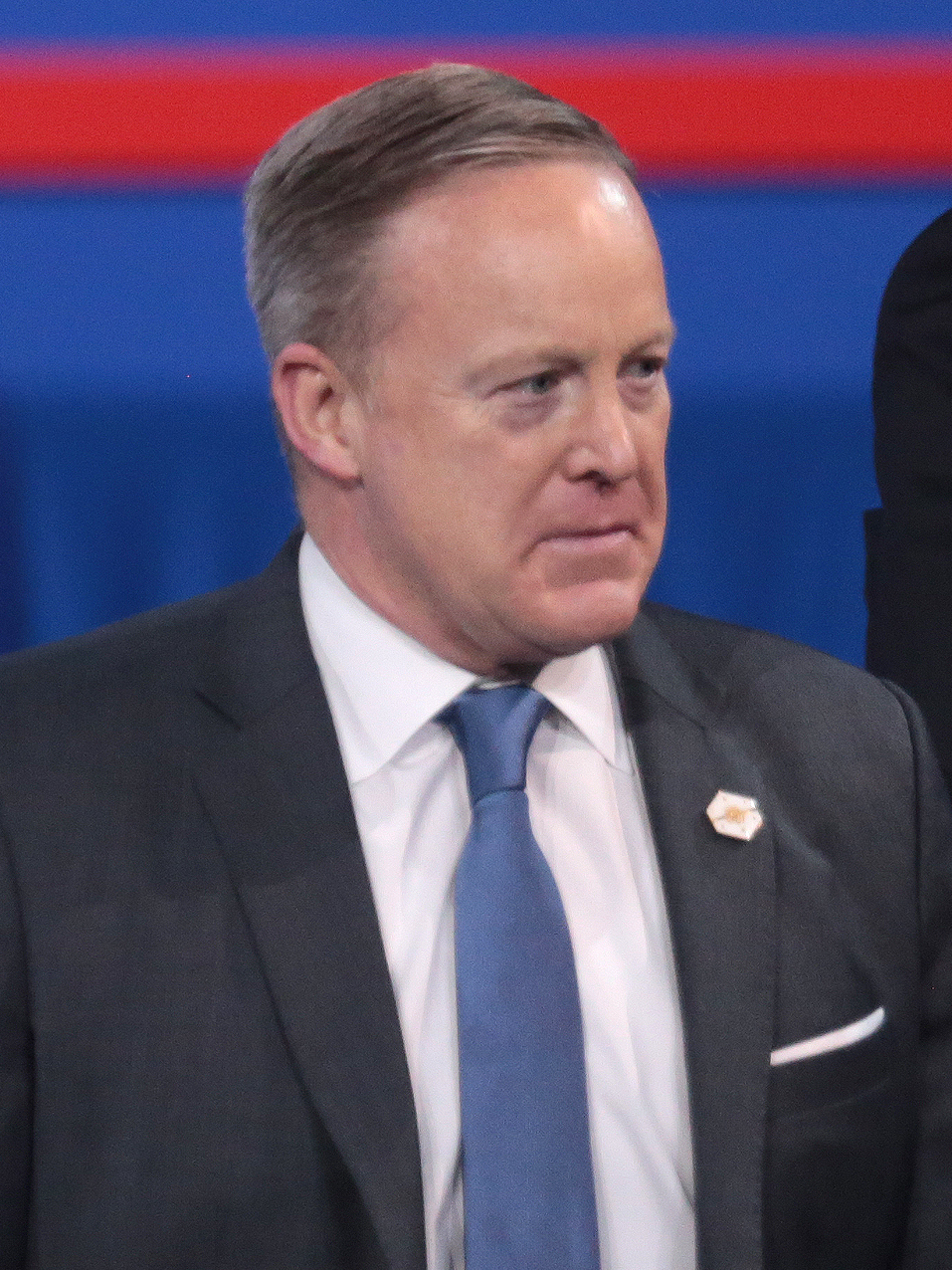
Sean Spicer

- Kate Flannery
- Lamar Odom
- Ray Lewis
- Mary Wilson

## Scores
| Hannah & Alan     | 1  | 20 | 24 | 44 | 21 | 32 | 53 | 25 | 24 | 49 | 25 + 27 = 52 | 29 + 2 = 31 | 32 + 39 = 71 | 27 + 27 = 54 | 28 + 30 = 58 |  |  |  |  |  |  |  |  |  |  |
| Kel & Witney      | 2  | 16 | 20 | 36 | 20 | 32 | 52 | 26 | 26 | 52 | 27 + 24 = 51 | 28 + 2 = 30 | 34 + 40 = 74 | 27 + 30 = 57 | 30 + 29 = 59 |  |  |  |  |  |  |  |  |  |  |
| Ally & Sasha      | 3  | 16 | 20 | 36 | 24 | 32 | 56 | 27 | 25 | 52 | 27 + 27 = 54 | 30          | 40 + 40 = 80 | 29 + 30 = 59 | 30 + 30 = 60 |  |  |  |  |  |  |  |  |  |  |
| Lauren & Gleb     | 4  | 19 | 19 | 38 | 20 | 32 | 52 | 23 | 26 | 49 | 27 + 27 = 54 | 24          | 34 + 36 = 70 | 27 + 27 = 54 | 27 + 30 = 57 |  |  |  |  |  |  |  |  |  |  |
| James & Emma      | 5  | 21 | 20 | 41 | 23 | 28 | 51 | 26 | 27 | 53 | 27 + 27 = 54 | 30 + 2 = 32 | 36 + 36 = 72 | 24 + 27 = 51 |              |  |  |  |  |  |  |  |  |  |  |
| Sean & Lindsay    | 6  | 12 | 16 | 28 | 15 | 21 | 36 | 19 | 21 | 40 | 18 + 24 = 42 | 20          | 26 + 24 = 50 |              |              |  |  |  |  |  |  |  |  |  |  |
| Kate & Pasha      | 7  | 15 | 21 | 36 | 24 | 26 | 50 | 24 | 27 | 51 | 24 + 24 = 48 | 24 + 2 = 26 |              |              |              |  |  |  |  |  |  |  |  |  |  |
| Karamo & Jenna    | 8  | 17 | 19 | 36 | 16 | 28 | 44 | 21 | 25 | 46 | 25 + 24 = 49 |             |              |              |              |  |  |  |  |  |  |  |  |  |  |
| Sailor & Valentin | 9  | 18 | 18 | 36 | 23 | 31 | 54 | 24 | 27 | 51 |              |             |              |              |              |  |  |  |  |  |  |  |  |  |  |
| Lamar & Peta      | 10 | 11 | 12 | 23 | 12 | 20 | 32 |    |    |    |              |             |              |              |              |  |  |  |  |  |  |  |  |  |  |
| Ray & Cheryl      | 11 | 15 | 15 | 30 | -  |    |    |    |    |    |              |             |              |              |              |  |  |  |  |  |  |  |  |  |  |
| Mary & Brandon    | 12 | 17 | 15 | 32 |    |    |    |    |    |    |              |             |              |              |              |  |  |  |  |  |  |  |  |  |  |

Les nombres rouges indiquent le score le plus bas pour chaque semaine de compétition
Les nombres verts indiquent le score le plus haut pour chaque semaine de compétition
 Le couple éliminé cette semaine-là
 Le couple en danger cette semaine-là
 Le couple qui a abandonné cette semaine-là
 Le couple vainqueur
 Le couple en seconde position
 Le couple en troisième position
 Le couple en quatrième position

### Moyenne des candidats
Le tableau reprend la moyenne des notes des candidats, sur un maximum de 30 points. Les notes données par les juges invités (Leah Remini en semaine 4 et Joey Fatone en semaine 9) et les points bonus obtenus lors du dance-off de la semaine 8 ne sont pas pris en compte dans la moyenne.
| Rang par moyenne | Place | Couple         | Total des points | Nombre de danses | Moyenne |
| ---------------- | ----- | -------------- | ---------------- | ---------------- | ------- |
| 1                | 3     | Ally & Sasha   | 399              | 15               | 26.6    |
| 2                | 1     | Hannah & Alan  | 384              | 15               | 25.6    |
| 3                | 2     | Kel & Witney   | 382              | 15               | 25.46   |
| 4                | 5     | James & Emma   | 326              | 13               | 25.07   |
| 5                | 4     | Lauren & Gleb  | 373              | 15               | 24.87   |
| 6                | 7     | Kate & Pasha   | 202              | 9                | 22.44   |
| 7                | 9     | Sailor & Val   | 133              | 6                | 22.16   |
| 8                | 8     | Karamo & Jenna | 168              | 8                | 21      |
| 9                | 6     | Sean & Lindsay | 198              | 11               | 18      |
| 10               | 12    | Mary & Brandon | 32               | 2                | 16      |
| 11               | 11    | Ray & Cheryl   | 30               | 2                | 15      |
| 12               | 10    | Lamar & Peta   | 48               | 4                | 12      |

### Meilleures et pires performances par type de danses
Les meilleurs et pires scores pour chaque style de danse, sur un maximum de 30 points. Les scores des juges invités (Leah Remini en semaine 4 et Joey Fatone en semaine 9) ne sont pas pris en compte.
| Danse               | Meilleur danseur                                          | Score le plus haut | Pire danseur                                        | Score le plus bas |
| ------------------- | --------------------------------------------------------- | ------------------ | --------------------------------------------------- | ----------------- |
| Cha-cha-cha         | Kel Mitchell James Van Der Beek                           | 24                 | Lamar Odom                                          | 12                |
| Charleston          | Ally Brooke                                               | 30                 | -                                                   | -                 |
| Danse contemporaine | Kel Mitchell James Van Der Beek                           | 30                 | Karamo Brown                                        | 25                |
| Freestyle           | Lauren Alaina Ally Brooke Hannah Brown                    | 30                 | Kel Mitchell                                        | 29                |
| Foxtrot             | Lauren Alaina James Van Der Beek                          | 27                 | Lamar Odom                                          | 11                |
| Danse de groupe     | Lauren Alaina Ally Brooke Hannah Brown James Van Der Beek | 27                 | Kate Flannery Kel Mitchell Karamo Brown Sean Spicer | 24                |
| Jazz                | Ally Brooke Kel Mitchell                                  | 30                 | Sean Spicer                                         | 20                |
| Jive                | Ally Brooke                                               | 30                 | Karamo Brown                                        | 16                |
| Paso Doble          | Ally Brooke                                               | 30                 | Sean Spicer                                         | 15                |
| Quickstep           | Hannah Brown                                              | 29                 | Karamo Brown Sean Spicer                            | 19                |
| Rumba               | Lauren Alaina Hannah Brown                                | 27                 | Sailor Lee Brinkley-Cook                            | 18                |
| Salsa               | Kel Mitchell                                              | 28                 | Sean Spicer Lamar Odom                              | 12                |
| Samba               | Ally Brooke                                               | 30                 | Kel Mitchell                                        | 20                |
| Tango               | Hannah Brown                                              | 29                 | Kel Mitchell Sean Spicer                            | 16                |
| Tango argentin      | Lauren Alaina                                             | 27                 | Kate Flannery Sean Spicer                           | 19                |
| Valse viennoise     | Kel Mitchell                                              | 30                 | Lamar Odom                                          | 13                |

### Meilleures et pires performances pour chaque danseur
Le score maximal est de 30 points.
| Couple         | Danse avec le meilleur score                         | Danse avec le moins bon score |
| -------------- | ---------------------------------------------------- | ----------------------------- |
| Hannah & Alan  | Fresstyle (30)                                       | Cha-cha-cha (20)              |
| Kel & Witney   | Danse contemporaine Jazz Valse viennoise (30)        | Tango (16)                    |
| Ally & Sasha   | Charleston Freestyle Jazz Jive Paso Doble Samba (30) | Cha-cha-cha (16)              |
| Lauren & Gleb  | Freestyle (30)                                       | Cha-cha-cha Paso Doble (19)   |
| James & Emma   | Danse contemporaine (30)                             | Cha-cha-cha (20)              |
| Sean & Lindsay | Valse viennoise (21)                                 | Salsa (12)                    |
| Kate & Pasha   | Valse viennoise (27)                                 | Cha-cha-cha (15)              |
| Karamo & Jenna | Danse contemporaine Paso Doble (25)                  | Jive (16)                     |
| Sailor & Val   | Jive (27)                                            | Foxtrot Rumba (18)            |
| Lamar & Peta   | Valse viennoise (13)                                 | Foxtrot (11)                  |
| Ray & Cheryl   | Salsa Foxtrot (15)                                   |                               |
| Mary & Brandon | Foxtrot (17)                                         | Cha-cha-cha (15)              |

## Liste des épisodes
Les notes attribuées par les juges sont toujours dans l'ordre suivant de gauche à droite: Carrie Ann Inaba, Len Goodman (en), Bruno Tonioli (en).

### Semaine 1
Les danses de cette semaine sont : Cha-cha-cha, Foxtrot, Salsa, Tango
Ordre de passage
| Couple         | Scores       | Danse       | Musique                                                      |
| -------------- | ------------ | ----------- | ------------------------------------------------------------ |
| Hannah & Alan  | 20 (7, 7, 6) | Cha-cha-cha | I Wanna Dance with Somebody (Who Loves Me) — Whitney Houston |
| Kel & Witney   | 16 (6, 5, 5) | Tango       | Sucker — Jonas Brothers                                      |
| Kate & Pasha   | 15 (5, 5, 5) | Cha-cha-cha | She Works Hard for the Money — Donna Summer                  |
| Lamar & Peta   | 11 (5, 3, 3) | Foxtrot     | Feeling Good — Michael Bublé                                 |
| Lauren & Gleb  | 19 (7, 6, 6) | Cha-cha-cha | Man! I Feel Like a Woman! — Shania Twain                     |
| Sailor & Val   | 18 (6, 6, 6) | Foxtrot     | Uptown Girl — Billy Joel                                     |
| Karamo & Jenna | 17 (6, 5, 6) | Salsa       | Juice — Lizzo                                                |
| Ray & Cheryl   | 15 (5, 5, 5) | Salsa       | Hot in Herre — Nelly                                         |
| Mary & Brandon | 17 (6, 5, 6) | Foxtrot     | Baby Love — The Supremes                                     |
| Ally & Sasha   | 16 (5, 5, 6) | Cha-cha-cha | Work from Home — Fifth Harmony                               |
| Sean & Lindsay | 12 (4, 4, 4) | Salsa       | Spice Up Your Life — Spice Girls                             |
| James & Emma   | 21 (7, 7, 7) | Tango       | Whatever It Takes — Imagine Dragons                          |

### Semaine 2
Les danses de cette semaine sont : Cha-cha-cha, Foxtrot, Paso Doble, Quickstep, Rumba, Salsa, Samba, Tango et Valse viennoise
Les règles pour l'élimination des candidats changent en cette 28e saison : à l'instar de la version britannique de l'émission, les téléspectateurs votent pendant la soirée pour leur couple préféré. À la fin de la soirée, deux couples sont désignés pour le "bottom two" et c'est le jury qui décide lequel des deux couples désignés quitte la compétition.
| Couple         | Scores       | Danse           | Musique                                  | Résultat  |
| -------------- | ------------ | --------------- | ---------------------------------------- | --------- |
| James & Emma   | 20 (7, 6, 7) | Cha-cha-cha     | Dancing on the Ceiling — Lionel Richie   | Sauvé     |
| Sailor & Val   | 18 (6, 6, 6) | Rumba           | Señorita — Shawn Mendes & Camila Cabello | Sauvée    |
| Ray & Cheryl   | 15 (5, 5, 5) | Foxtrot         | September — Earth, Wind & Fire           | En danger |
| Ally & Sasha   | 20 (7, 6, 7) | Valse viennoise | Iris — Goo Goo Dolls                     | Sauvée    |
| Mary & Brandon | 15 (5, 5, 5) | Cha-cha-cha     | Think — Aretha Franklin                  | Eliminée  |
| Lauren & Gleb  | 19 (6, 6, 7) | Paso doble      | Confident — Demi Lovato                  | Sauvée    |
| Sean & Lindsay | 16 (6, 5, 5) | Tango           | Shut Up and Dance (en) — Walk the Moon   | Sauvé     |
| Karamo & Jenna | 19 (7, 5, 7) | Quickstep       | Let's Go Crazy — Prince & The Revolution | Sauvé     |
| Kate & Pasha   | 21 (7, 7, 7) | Foxtrot         | Fly Me to the Moon — Frank Sinatra       | Sauvée    |
| Kel & Witney   | 20 (7, 6, 7) | Samba           | Every Little Step — Bobby Brown          | Sauvé     |
| Lamar & Peta   | 12 (4, 4, 4) | Salsa           | Con Calma — Daddy Yankee feat. Snow      | Sauvé     |
| Hannah & Alan  | 24 (8, 8, 8) | Valse viennoise | Lover — Taylor Swift                     | Sauvée    |

Vote des juges pour le repêchage
- Carrie Ann Inaba : Mary & Brandon
- Bruno Tonioli : Ray & Cheryl
- Len Goodman : Ray & Cheryl

### Semaine 3: Soirée cinéma
Les danses de cette semaine sont : Cha-cha-cha, Jive, Quickstep, Rumba et Tango
Au début du show, Ray Lewis a annoncé qu'il abandonnait la compétition à cause d'une blessure pendant les répétitions. Cheryl Burke, sa partenaire, a effectué sa danse avec son partenaire de la saison 24, Rashad Jennings, qui avait remporté la saison. À cause de cet abandon, Len Goodman annonce que le jury a décidé qu'aucune autre élimination n'aurait lieu.
| Couple         | Scores              | Danse       | Musique                              | Film                                 | Résultat  |
| -------------- | ------------------- | ----------- | ------------------------------------ | ------------------------------------ | --------- |
| Lauren & Gleb  | 20 (6, 7, 7)        | Tango       | Oh, Pretty Woman — Roy Orbison       | Pretty Woman                         | Sauvée    |
| Hannah & Alan  | 21 (7, 7, 7)        | Rumba       | Hold On (en) — Wilson Phillips       | Mes meilleures amies                 | Sauvée    |
| Karamo & Jenna | 16 (5, 5, 6)        | Jive        | I'm Still Standing — Elton John      | Rocketman                            | Sauvé     |
| Ally & Sasha   | 24 (8, 8, 8)        | Rumba       | Dreaming of You — Selena             | Selena                               | Sauvée    |
| Ray & Cheryl   | Danse non-effectuée | Cha-cha-cha | Twist and Shout — The Beatles        | La Folle Journée de Ferris Bueller   | Abandon   |
| James & Emma   | 23 (8, 7, 8)        | Rumba       | Shallow — Lady Gaga & Bradley Cooper | A Star Is Born                       | Sauvé     |
| Kate & Pasha   | 24 (8, 8, 8)        | Quickstep   | 9 to 5 — Dolly Parton                | Comment se débarrasser de son patron | Sauvée    |
| Lamar & Peta   | 12 (4, 4, 4)        | Cha-cha-cha | Old Time Rock and Roll — Bob Seger   | Risky Business                       | En danger |
| Sailor & Val   | 23 (7, 8, 8)        | Tango       | Mamma Mia — Meryl Streep             | Mamma Mia!                           | Sauvée    |
| Kel & Witney   | 20 (7, 6, 7)        | Rumba       | My Heart Will Go On — Céline Dion    | Titanic                              | En danger |
| Sean & Lindsay | 15 (5, 5, 5)        | Cha-cha-cha | Night Fever — Bee Gees               | Saturday Night Fever                 | Sauvé     |

### Semaine 4
Cette semaine, le concours reçoit la visite d'une juge invitée : la comédienne Leah Remini. Les scores de cette semaine sont donc indiqués dans cet ordre : Carrie Ann Inaba, Leah Remini, Len Goodman, Bruno Tonioli.
Ordre de passage
| Couple         | Scores          | Danse           | Musique                                                     | Résultat  |
| -------------- | --------------- | --------------- | ----------------------------------------------------------- | --------- |
| Sean & Lindsay | 21 (5, 6, 5, 5) | Paso doble      | Bamboléo — Gipsy Kings                                      | Sauvé     |
| Ally & Sasha   | 32 (8, 8, 8, 8) | Jive            | Proud Mary — Tina Turner                                    | Sauvée    |
| Kel & Witney   | 32 (8, 8, 8, 8) | Cha-cha-cha     | If I Can't Have You — Shawn Mendes                          | Sauvé     |
| Kate & Pasha   | 26 (7, 7, 6, 6) | Tango argentin  | Hands to Myself — Selena Gomez                              | Sauvée    |
| James & Emma   | 28 (7, 7, 7, 7) | Quickstep       | Walking on Sunshine — Katrina and the Waves                 | Sauvé     |
| Hannah & Alan  | 32 (8, 8, 8, 8) | Paso doble      | I Love It — Icona Pop feat. Charli XCX                      | Sauvée    |
| Lamar & Peta   | 20 (5, 7, 4, 4) | Valse viennoise | Kiss from a Rose — Seal                                     | Éliminé   |
| Sailor & Val   | 31 (7, 8, 8, 8) | Cha-cha-cha     | Ain't No Mountain High Enough — Marvin Gaye & Tammi Terrell | Sauvée    |
| Lauren & Gleb  | 32 (8, 8, 8, 8) | Foxtrot         | Jolene — Dolly Parton                                       | Sauvée    |
| Karamo & Jenna | 28 (7, 7, 7, 7) | Tango           | Old Town Road — Lil Nas X feat. Billy Ray Cyrus             | En danger |

Votes des juges pour le repêchage
- Carri Ann Inaba: Karamo & Jenna
- Bruno Tonioli: Karamo & Jenna
- Len Goodman: N'a pas eu besoin de voter mais aurait voté pour Karamo & Jenna

### Semaine 5 - Soirée spéciale Disney
Cette semaine, toutes les musiques sont issues de films de la firme Disney.
Exceptionnellement, aucune élimination n'a eu lieu.
Ordre de passage
| Couple         | Scores       | Danse               | Musique                                            | Film                 |
| -------------- | ------------ | ------------------- | -------------------------------------------------- | -------------------- |
| Sailor & Val   | 24 (8, 8, 8) | Valse viennoise     | A Dream Is a Wish Your Heart Makes — Lily James    | Cendrillon           |
| Karamo & Jenna | 21 (7, 7, 7) | Samba               | I Just Can't Wait to Be King                       | Le Roi lion          |
| Kate & Pasha   | 24 (8, 8, 8) | Jazz                | A Spoonful of Sugar — Julie Andrews                | Mary Poppins         |
| Sean & Lindsay | 19 (7, 6, 6) | Quickstep           | You've Got a Friend in Me — Randy Newman           | Toy Story 4          |
| Ally & Sasha   | 27 (9, 9, 9) | Danse contemporaine | Beauty and the Beast — Ariana Grande & John Legend | La Belle et la Bête  |
| Lauren & Gleb  | 23 (8, 7, 8) | Samba               | Under the Sea — Samuel E. Wright                   | La Petite Sirène     |
| Kel & Witney   | 26 (9, 8, 9) | Jazz                | We're All in This Together                         | High School Musical  |
| Hannah & Alan  | 25 (9, 7, 9) | Foxtrot             | A Whole New World — Zayn Malik & Zhavia Ward       | Aladdin              |
| James & Emma   | 26 (9, 8, 9) | Paso Doble          | He's a Pirate — Klaus Badelt                       | Pirates des Caraïbes |

### Semaine 6
Ordre de passage
| Couple         | Scores       | Danse               | Musique                                         | Résultat  |
| -------------- | ------------ | ------------------- | ----------------------------------------------- | --------- |
| Ally & Sasha   | 25 (8, 9, 8) | Quickstep           | Take on Me — A-ha                               | En danger |
| Kate & Pasha   | 27 (9, 9, 9) | Valse viennoise     | I Have Nothing — Whitney Houston                | Sauvée    |
| Kel & Witney   | 26 (9, 8, 9) | Quickstep           | Part-Time Lover — Stevie Wonder                 | Sauvé     |
| Karamo & Jenna | 25 (9, 8, 8) | Danse contemporaine | Someone You Loved — Lewis Capaldi               | Sauvé     |
| Hannah & Alan  | 24 (8, 8, 8) | Samba               | Southbound - Carrie Underwood                   | Sauvée    |
| Sailor & Val   | 27 (9, 9, 9) | Jive                | Wake Me Up Before You Go-Go — Wham!             | Éliminée  |
| Sean & Lindsay | 21 (7, 7, 7) | Valse viennoise     | Somebody to Love — Queen                        | Sauvé     |
| James & Emma   | 27 (9, 9, 9) | Samba               | Light It Up — Major Lazer feat. Nyla & Fuse ODG | Sauvé     |
| Lauren & Gleb  | 26 (9, 8, 9) | Danse contemporaine | The Other Side — Lauren Alaina                  | Sauvée    |

Vote des juges pour le repêchage
- Carrie Ann Inaba : Ally & Sasha
- Bruno Tonioli : Ally & Sasha
- Len Goodman : N'a pas eu besoin de voter

### Semaine 7: Soirée Halloween
Cette semaine, les couples dansent sur des chansons rappelant le thème d'Halloween.
Running order
| Couple                                                  | Scores       | Danse                    | Musique                                   | Résultat                          |
| ------------------------------------------------------- | ------------ | ------------------------ | ----------------------------------------- | --------------------------------- |
| Kel & Witney                                            | 27 (9, 9, 9) | Jive                     | Time Warp — The Rocky Horror Picture Show | Sauvé                             |
| James & Emma                                            | 27 (9, 9, 9) | Valse viennoise          | I Put a Spell on You — Annie Lennox       | Sauvé                             |
| Ally & Sasha                                            | 27 (9, 9, 9) | Tango                    | Sweet but Psycho — Ava Max                | Sauvée                            |
| Hannah & Alan                                           | 25 (8, 9, 8) | Jazz                     | Bad Girls — Donna Summer                  | Sauvée                            |
| Karamo & Jenna                                          | 25 (9, 8, 8) | Paso Doble               | Survivor — Destiny's Child                | Éliminé                           |
| Lauren & Gleb                                           | 27 (9, 9, 9) | Tango argentin           | Whatever Lola Wants — Sarah Vaughan       | Sauvée                            |
| Sean & Lindsay                                          | 18 (6, 6, 6) | Jive                     | Monster Mash — Bobby Pickett              | Sauvé                             |
| Kate & Pasha                                            | 24 (8, 8, 8) | Rumba                    | Wicked Game — Chris Isaak                 | En danger                         |
| Ally & Sasha Hannah & Alan James & Emma Lauren & Gleb   | 27 (9, 9, 9) | Freestyle (Équipe Trick) | Somebody's Watching Me — Rockwell         | Somebody's Watching Me — Rockwell |
| Karamo & Jenna Kate & Pasha Kel & Witney Sean & Lindsay | 24 (8, 8, 8) | Freestyle (Équipe Treat) | Sweet Dreams — Beyoncé                    | Sweet Dreams — Beyoncé            |

Vote des juges pour le repêchage
- Carrie Ann Inaba: Karamo & Jenna
- Bruno Tonioli: Kate & Pasha
- Len Goodman: Kate & Pasha

### Semaine 8: Soirée spéciale Dance-off
Les couples ont performé sur une danse inédite et ont pris part à une épreuve inédite : les dance-off. Cette épreuve consiste en une série de duels de danse. Le vainqueur de chaque duel gagne un bonus de deux points. James Van Der Beek a obtenu automatiquement ces deux points sans prendre part aux duels, car il était leader du classement de la semaine précédente et qu'il a (pour le moment) la meilleure moyenne de la saison.
En raison d'un deuil dans sa famille, Lindsay Arnold, partenaire de Sean Spicer, n'a pas pris part à la soirée et a été remplacée par Jenna Johnson.
Ordre de passage
| Couple        | Scores          | Danse               | Musique                               | Résultat  |
| ------------- | --------------- | ------------------- | ------------------------------------- | --------- |
| Sean & Jenna  | 20 (7, 7, 6)    | Jazz                | Come Sail Away — Styx                 | Sauvé     |
| Lauren & Gleb | 24 (8, 8, 8)    | Jive                | Hound Dog — Elvis Presley             | Sauvée    |
| Kel & Witney  | 28 (9, 9, 10)   | Salsa               | This Is How We Do It — Montell Jordan | Sauvé     |
| Ally & Sasha  | 30 (10, 10, 10) | Paso doble          | Higher — Ally Brooke                  | En danger |
| Hannah & Alan | 29 (10, 9, 10)  | Quickstep           | American Girl — Elle King             | Sauvée    |
| Kate & Pasha  | 24 (8, 8, 8)    | Jive                | Heat Wave — Linda Ronstadt            | Éliminée  |
| James & Emma  | 30 (10, 10, 10) | Danse contemporaine | Don't Stop Believin' — Journey        | Sauvé     |

| Couple        | Vote des juges         | Danse       | Musique                                                        | Résultat          |
| ------------- | ---------------------- | ----------- | -------------------------------------------------------------- | ----------------- |
| Kel & Witney  | Kel, Ally, Kel         | Jive        | Don't Stop Me Now — Queen                                      | Vainqueur (2 pts) |
| Ally & Sasha  | Kel, Ally, Kel         | Jive        | Don't Stop Me Now — Queen                                      | Perdante          |
| Kate & Pasha  | Kate, Kate, Kate       | Cha-cha-cha | Gonna Make You Sweat (Everybody Dance Now) — C+C Music Factory | Vainqueur (2 pts) |
| Sean & Jenna  | Kate, Kate, Kate       | Cha-cha-cha | Gonna Make You Sweat (Everybody Dance Now) — C+C Music Factory | Perdant           |
| Hannah & Alan | Hannah, Hannah, Hannah | Salsa       | Rhythm Is Gonna Get You — Gloria Estefan & Miami Sound Machine | Vainqueur (2 pts) |
| Lauren & Gleb | Hannah, Hannah, Hannah | Salsa       | Rhythm Is Gonna Get You — Gloria Estefan & Miami Sound Machine | Perdante          |

Vote des juges pour le repêchage final
- Carrie Ann Inaba : Ally & Sasha
- Bruno Tonioli : Ally & Sasha
- Len Goodman : N'a pas eu besoin de voter mais aurait voté pour Ally & Sasha

### Semaine 9: Soirée Boys Band & Girls Band
En cette neuvième semaine de compétition, la table des juges accueille un nouveau juge invité : l'ancien membre des NSYNC Joey Fatone qui est également arrivé à la seconde place lors de la saison 4 de l'émission. Les notes sont donc données dans l'ordre suivant : Carrie Ann Inaba, Len Goodman, Joey Fatone, Bruno Tonioli.
Les couples ont performé sur deux danses différentes : la première danse est effectuée sur une chanson d'un célèbre girls-band et la seconde danse est effectuée sur une chanson d'un célèbre boys-band.
Pour la deuxième semaine consécutive, Lindsay Arnold est remplacée par Jenna Johnson auprès de Sean Spicer.
Ordre de passage
| Couple        | Scores              | Danse           | Musique                               | Résultat  |
| ------------- | ------------------- | --------------- | ------------------------------------- | --------- |
| James & Emma  | 36 (9, 9, 9, 9)     | Jive            | I'm So Excited — The Pointer Sisters  | Sauvé     |
| James & Emma  | 36 (9, 8, 10, 9)    | Jazz            | Bye Bye Bye — NSYNC                   | Sauvé     |
| Sean & Jenna  | 26 (7, 6, 7, 6)     | Tango argentin  | Bills, Bills, Bills — Destiny's Child | Éliminé   |
| Sean & Jenna  | 24 (6, 6, 6, 6)     | Foxtrot         | Story of My Life — One Direction      | Éliminé   |
| Hannah & Alan | 32 (8, 8, 8, 8)     | Salsa           | No Scrubs — TLC                       | Sauvée    |
| Hannah & Alan | 39 (10, 9, 10, 10)  | Tango           | Boy with Luv — BTS                    | Sauvée    |
| Ally & Sasha  | 40 (10, 10, 10, 10) | Samba           | Wannabe — Spice Girls                 | Sauvée    |
| Ally & Sasha  | 40 (10, 10, 10, 10) | Jazz            | Step by Step — New Kids on the Block  | Sauvée    |
| Lauren & Gleb | 34 (9, 9, 8, 8)     | Quickstep       | You Can't Hurry Love — The Supremes   | En danger |
| Lauren & Gleb | 36 (9, 9, 9, 9)     | Rumba           | I Want It That Way — Backstreet Boys  | En danger |
| Kel & Witney  | 34 (8, 8, 9, 9)     | Paso doble      | Free Your Mind — En Vogue             | Sauvé     |
| Kel & Witney  | 40 (10, 10, 10, 10) | Valse viennoise | I'll Make Love to You — Boyz II Men   | Sauvé     |

Vote des juges pour le repêchage
- Carrie Ann Inaba: Lauren & Gleb
- Bruno Tonioli: Lauren & Gleb
- Len Goodman: N'a pas voté

### Semaine 10: Demi-finale
Au cours de la soirée, chaque couple performe sur deux danses : la première est une danse sur un style déjà exécuté au cours de la saison mais sur une autre musique. La deuxième danse est une danse inédite.
Ordre de passage
| Couple        | Scores          | Danse               | Musique                                              | Résultat  |
| ------------- | --------------- | ------------------- | ---------------------------------------------------- | --------- |
| Lauren & Gleb | 27 (9, 9, 9)    | Paso doble          | Stronger (What Doesn't Kill You) — Kelly Clarkson    | Sauvée    |
| Lauren & Gleb | 27 (9, 9, 9)    | Valse viennoise     | Humble and Kind — Tim McGraw                         | Sauvée    |
| Kel & Witney  | 27 (9, 9, 9)    | Tango               | Get Ready — The Temptations                          | Sauvé     |
| Kel & Witney  | 30 (10, 10, 10) | Danse contemporaine | I Will Always Love You — Whitney Houston             | Sauvé     |
| Ally & Sasha  | 29 (10, 9, 10)  | Valse viennoise     | Perfect — Ed Sheeran                                 | En danger |
| Ally & Sasha  | 30 (10, 10, 10) | Charleston          | Sing, Sing, Sing — Benny Goodman                     | En danger |
| Hannah & Alan | 27 (9, 9, 9)    | Rumba               | Dancing with a Stranger — Sam Smith & Normani Kordei | Sauvée    |
| Hannah & Alan | 27 (9, 9, 9)    | Danse contemporaine | Lose You to Love Me — Selena Gomez                   | Sauvée    |
| James & Emma  | 24 (8, 8, 8)    | Cha-cha-cha         | Canned Heat — Jamiroquai                             | Éliminé   |
| James & Emma  | 27 (9, 9, 9)    | Foxtrot             | Take Me to Church — Hozier                           | Éliminé   |

Vote des juges pour le repêchage
- Carrie Ann Inaba: Ally & Sasha
- Bruno Tonioli: Ally & Sasha
- Len Goodman: N'a pas voté mais aurait voté pour Ally & Sasha

### Semaine 11: Finale
Deux danses par couple au programme de cette finale : la danse préférée de la saison pour chaque couple et un freestyle chacun.
Ordre de passage
| Couple        | Scores          | Danse           | Musique                                                               | Résultat        |
| ------------- | --------------- | --------------- | --------------------------------------------------------------------- | --------------- |
| Ally & Sasha  | 30 (10, 10, 10) | Jive            | Proud Mary — Tina Turner                                              | Troisième place |
| Ally & Sasha  | 30 (10, 10, 10) | Freestyle       | Conga — Gloria Estefan & Miami Sound Machine                          | Troisième place |
| Lauren & Gleb | 27 (9, 9, 9)    | Foxtrot         | Jolene — Dolly Parton                                                 | Quatrième place |
| Lauren & Gleb | 30 (10, 10, 10) | Freestyle       | Country Girl (Shake It for Me) — Luke Bryan                           | Quatrième place |
| Kel & Witney  | 30 (10, 10, 10) | Jazz            | We're All in This Together — High School Musical                      | Seconde place   |
| Kel & Witney  | 29 (10, 9, 10)  | Freestyle       | Jump — Kris Kross                                                     | Seconde place   |
| Hannah & Alan | 28 (10, 9, 9)   | Valse viennoise | Lover — Taylor Swift                                                  | Vainqueur       |
| Hannah & Alan | 30 (10, 10, 10) | Freestyle       | Mix entre Girl on Fire — Alicia Keys et Hollaback Girl — Gwen Stefani | Vainqueur       |

## Vue d'ensemble des danses
Chaque célébrité performe sur une danse différente chaque semaine, parmi une sélection :
- Semaine 1 : Cha-cha-cha, Foxtrot, Salsa, Tango
- Semaine 2 : Cha-cha-cha, Foxtrot, Paso Doble, Quickstep, Rumba, Salsa, Samba, Tango et Valse viennoise
- Semaine 3 : Cha-cha-cha, Jive, Quickstep, Rumba et Tango
- Semaine 4 : Cha-cha-cha, Foxtrot, Jive, Paso Doble, Quickstep, Tango, Tango argentin et Valse viennoise
- Semaine 5 : Danse contemporaine, Foxtrot, Jazz, Paso Doble, Quickstep, Samba et Valse viennoise
- Semaine 6 : Danse contemporaine, Jazz, Quickstep, Rumba, Samba et Valse viennoise
- Semaine 7 : Jazz, Jive, Paso Doble, Rumba, Tango, Tango argentin et Valse viennoise + Freestyle par équipes
- Semaine 8 : Danse contemporaine, Jazz, Jive, Paso Doble, Quickstep et Salsa + Cha-cha-cha, Jive et Quickstep (épreuve du dance-off)
- Semaine 9 : Foxtrot, Jazz, Jive, Paso Doble, Quickstep, Rumba, Salsa, Samba, Tango, Tango argentin et Valse viennoise
- Semaine 10 (Demi-finale) : Cha-cha-cha, charleston, Foxtrot, Danse contemporaine, Paso Doble, Rumba, Tango et Valse viennoise
- Semaine 11 (Finale) : Foxtrot, Jazz, Jive et Valse viennoise + Freestyle

| Hannah & Alan  | Cha-cha-cha | Valse viennoise | Rumba       | Paso Doble      | Foxtrot             | Samba               | Jazz            | Freestyle Équipe Trick | Quickstep           | Salsa       | Salsa          | Tango           | Rumba           | Danse contemporaine | Valse viennoise | Freestyle |  |  |  |  |  |  |  |  |  |  |  |  |  |
| Kel & Witney   | Tango       | Samba           | Rumba       | Cha-cha-cha     | Jazz                | Quickstep           | Jive            | Freestyle Équipe Treat | Salsa               | Jive        | Paso Doble     | Valse viennoise | Tango           | Danse contemporaine | Jazz            | Freestyle |  |  |  |  |  |  |  |  |  |  |  |  |  |
| Ally & Sasha   | Cha-cha-cha | Valse viennoise | Rumba       | Jive            | Danse contemporaine | Quickstep           | Tango           | Freestyle Équipe Trick | Paso Doble          | Jive        | Samba          | Jazz            | Valse viennoise | Charleston          | Jive            | Freestyle |  |  |  |  |  |  |  |  |  |  |  |  |  |
| Lauren & Gleb  | Cha-cha-cha | Paso Doble      | Tango       | Foxtrot         | Samba               | Danse contemporaine | Tango argentin  | Freestyle Équipe Trick | Jive                | Salsa       | Quickstep      | Rumba           | Paso Doble      | Valse viennoise     | Foxtrot         | Freestyle |  |  |  |  |  |  |  |  |  |  |  |  |  |
| James & Emma   | Tango       | Cha-cha-cha     | Rumba       | Quickstep       | Paso Doble          | Samba               | Valse viennoise | Freestyle Équipe Trick | Danse contemporaine | Immunité    | Jive           | Jazz            | Cha-cha-cha     | Foxtrot             |                 |           |  |  |  |  |  |  |  |  |  |  |  |  |  |
| Sean & Lindsay | Salsa       | Tango           | Cha-cha-cha | Paso Doble      | Quickstep           | Valse viennoise     | Jive            | Freestyle Équipe Treat | Jazz                | Cha-cha-cha | Tango argentin | Foxtrot         |                 |                     |                 |           |  |  |  |  |  |  |  |  |  |  |  |  |  |
| Kate & Pasha   | Cha-cha-cha | Foxtrot         | Quickstep   | Tango argentin  | Jazz                | Valse viennoise     | Rumba           | Freestyle Équipe Treat | Jive                | Cha-cha-cha |                |                 |                 |                     |                 |           |  |  |  |  |  |  |  |  |  |  |  |  |  |
| Karamo & Jenna | Salsa       | Quickstep       | Jive        | Tango           | Samba               | Danse contemporaine | Paso Doble      | Freestyle Équipe Treat |                     |             |                |                 |                 |                     |                 |           |  |  |  |  |  |  |  |  |  |  |  |  |  |
| Sailor & Val   | Foxtrot     | Rumba           | Tango       | Cha-cha-cha     | Valse viennoise     | Jive                |                 |                        |                     |             |                |                 |                 |                     |                 |           |  |  |  |  |  |  |  |  |  |  |  |  |  |
| Lamar & Peta   | Foxtrot     | Salsa           | Cha-cha-cha | Valse viennoise |                     |                     |                 |                        |                     |             |                |                 |                 |                     |                 |           |  |  |  |  |  |  |  |  |  |  |  |  |  |
| Ray & Cheryl   | Salsa       | Foxtrot         | Cha-cha-cha |                 |                     |                     |                 |                        |                     |             |                |                 |                 |                     |                 |           |  |  |  |  |  |  |  |  |  |  |  |  |  |
| Mary & Wilson  | Foxtrot     | Cha-cha-cha     |             |                 |                     |                     |                 |                        |                     |             |                |                 |                 |                     |                 |           |  |  |  |  |  |  |  |  |  |  |  |  |  |

 Danse avec le meilleur score
 Danse avec le moins bon score
 Danse non effectuée (blessure ou immunité)
 Gain de points grâce à la victoire au dance-off
 Pas de points supplémentaires à cause de la défaite au dance-off